# Hyloxalus fuliginosus
Espèce
Synonymes
- Colostethus fuliginosus (Jiménez de la Espada, 1870)

Statut de conservation UICN

 DD  : Données insuffisantes
Hyloxalus fuliginosus est une espèce d'amphibiens de la famille des Dendrobatidae.

## Répartition
Cette espèce est endémique de la province de Napo en Équateur. Elle se rencontre de 1 660 à 1 910 m d'altitude sur le versant amazonien de la cordillère Orientale.
Les spécimens de Colombie et du Venezuela qui était attribués à Hyloxalus fuliginosus appartiennent à d'autres espèces.

## Description
Les mâles mesurent de 23,6 à 24,3 mm et les femelles de 27,8 à 32,5 mm.

## Publication originale
- Jiménez de la Espada, 1870 : Faunae neotropicalis species quaedam nondum cognitae. Jornal de sciencias mathematicas, physicas e naturaes, Academia Real das Sciencas de Lisboa, vol. 3, p. 57-65 (texte intégral).